# Бјут Сити (Ајдахо)
Бјут Сити (енгл. Butte City) град је у америчкој савезној држави Ајдахо.

## Демографија
По попису из 2010. године број становника је 74, што је 2 (-2,6%) становника мање него 2000. године.
| Група             | 2000.      | 2010.      |
| Белци             | 65 (85,5%) | 58 (78,4%) |
| Афроамериканци    | 0 (0,0%)   | 2 (2,7%)   |
| Азијати           | 2 (2,6%)   | 0 (0,0%)   |
| Хиспаноамериканци | 8 (10,5%)  | 10 (13,5%) |
| Укупно            | 76         | 74         |